# Джанфранческо Гонзага (1488 – 1524)
Вижте пояснителната страница за други личности с името Джанфранческо Гонзага.
Джанфранческо Гонзага (на италиански: Gianfrancesco Gonzaga; * 2 февруари 1488 в Луцара, Маркграфство Луцара; † 18 декември 1524) от рода Гонзага е сеньор на Луцара, Кастел Гофредо, Кастильоне деле Стивиере, Повильо и Солферино (1495 – 1508 с брат си Луиджи Алесандро и 1508 – 1524 сам).  
Той се смята за истинския основател на кадетския клон Гонзага ди Луцара (изчезнал по мъжка линия през 1794 г.), тъй като след смъртта на баща му клонът на семейството се отделя от този на Кастильоне деле Стивиере, който преминава към по-малкия му брат Луиджи Алесандро. 

## Произход
Той е първороден син и наследник на Родолфо Гонзага (*1452; † 1495), венециански патриций, сеньор на Кането, Кастел Гофредо, Кастильоне деле Стивиере, Родолеско, Солферино, Повильо и Мариана заедно с брат си Лудовико, сеньор на Луцара и Повильо, и на съпругата му Катерина Пико дела Мирандола (* 1454; † 1501). Негови дядо и баба по бащина линия са Луиджи III Гонзага, маркграф на Мантуа, и Барбара фон Бранденбург, а по майчина – Джанфранческо I Пико дела Мирандола, господар на Мирандола и граф на Конкордия, и Джулия Боярдо. Негов вуйчо е философът-хуманист Джовани Пико дела Мирандола. Има един брат и четири сестри:
- Паола (* 1486, † 1519), венецианска патриция, маркиза на Виджевано като съпруга на Джован Николо Тривулцио, военен
- Лукреция (* 1490), графиня на Одази като съпруга на Джироламо Одази
- Барбара (* 1490, † като бебе)
- Джулия (* 1493, † 1544), францисканска монахиня в манастира „Санта Паола“ в Мантуа;
- Алоизио (или Луиджи Алесандро) (* 1494, † 1549), владетел на Кастел Гофредо, Кастильоне и Солферино, дядо на св. Акоизий Гонзага и родоначалник на кадетския клон Гонзага ди Кастел Гофредо, Кастильоне е Солферино, съпруг на Джиневра Рангони и на Катерина Ангуисола

Освен това има и един природен брат и две природени сестри от извънбрачни връзки на баща си, както и двама природени братя и една природена сестра от първия брак на майка си, сред които Алберто III Пио ди Савоя, граф на Капри, и Леонело II Пио ди Савоя, сеньор на Мелдола и Сарсина.

## Биография
На 6 юли 1495 г. баща му загива в битката при Форново на 43 г. Джанфранческо и брат му Луиджи Алесандро формално го наследяват като господари на Кастильоне деле Стивиере, Луцара, Солферино и Кастел Гофредо. Майка му поема настойничеството над синовете си, които са само на 7 и 1 г. Наследствената територия му е дадена след смъртта на маркграф Лудовико III Гонзага от Мантуа през 1478 г. Неговият най-голям син и наследник, Федерико I, предоставя на братята си гранични области на Маркграфство Мантуа. Споразумението между братята е подписано от император Фридрих III на 10 юни 1479 г. Федерико I, който не е доволен от някои точки, влиза в предоговаряне с братята си Джанфранческо и Родолфо. В резултат на това бащата на Джанфранческо също получава господството на Луцара през 1480 г. в замяна на отстъпване на територия на Мантуа (Кането и Мариана). Инвеститурата е извършена на 11 февруари 1494 г. от Максимилиан I, тъй като областта е присъединена към Кралство Бавария едва след завладяването през 1494 г. от император Фридрих III.
През декември 1501 г. майка му умира, вероятно от неестествена смърт. Ариосто съобщава това в епилога си за Алберто Пио, сина на Катерина от първия й брак. Според някои източници тя е била отровена от прислужницата си, а други казват, че е била удушена от нея в съня си. Говори се за отхвърлена любов от една страна и алчност за пари от друга. Джанфранческо е на 13 г. по това време, а Луиджи Алесандро само на 7 г.
През 1502 г. Максимилиан I потвърждава феодалното владение и установява примогенитура. Двамата братя управляват владенията съвместно. През 1521 г. правят подялба. Луиджи Алесандро става единствен господар на Кастильоне, Солферино и Кастел Гофредо, докато Джанфранческо става единствен господар на Луцара.
Джанфранческо е описван като кротък и образован човек. Между 1516 и 1521 г. той възстановява и украсява енорийската църква „Сан Джорджо“ в Луцара според вкуса на XVI век. Той основава Оратория на Света Анна в двореца Гонзага и започва изграждането на Палацо дела Томба, който успешно завършва. Въпреки че царуването му е кратко, той довежда до важни промени в страната, в нейното градоустройство, в богослужението и в социалния живот.
Два месеца преди смъртта си, на 11 октомври 1524 г., той абдикира в полза на сина си Масимилиано. Джанфранческо Гонзага умира на 18 декември 1524 г. на 36 г. 

## Брак и потомство
∞ за Лаура Палавичини (* 1493/1498, † ?), дъщеря на Галеацо Палавичино, маркиз на Бусето, и на Елизабета Сфорца, от която има четирима сина и пет дъщери:
- Масимилиано Гонзага ди Луцара (* 1513, Луцара; † 4 март 1578, пак там), маркиз на Луцара след абдикацията на баща си през 1524 г.; ∞ за Катерина Колона, дъщеря на Просперо Колона, херцог на Марси
- Родолфо Гонзага ди Луцара (* ок. 1515/1520, Луцара; † сл. 1553), граф на Повильо (1539 – сл. 1553), основателн на кадетския клон Гонзага ди Повильо, ∞ за Изабела Гонзага, дъщеря на Пиро Гонзага, сеньор на Боцоло
- Елизабета Гонзага ди Луцара, монахиня
- Маргерита Гонзага ди Луцара, монахиня
- Анджела Гонзага ди Луцара († малка)
- Иполита Гонзага ди Луцара († малка)
- Гулелмо Гонзага ди Луцара († малък)
- Галеацо Гонзага ди Луцара († малък)

- Масимилиано, син
- Родолфо, син